# هربرت هاینر
هربرت هاینر، (به آلمانی: Herbert Hainer) (زاده ۳ ژوئیه ۱۹۵۴) کارآفرین، اقتصاددان و مدیر ارشد اجرایی آلمانی است، که اکنون به‌عنوان مدیر عامل اجرایی شرکت آدیداس و رییس هیئت مدیره بایرن مونیخ فعالیت می‌نماید.